# Lista de vitórias da Suíça na Fórmula 1
Relacionamos a seguir as sete vitórias obtidas pela Suíça no mundial de Fórmula 1 até o campeonato de 2025.

## Resumo

### Retrospecto suíço
Ao disputar o Grande Prêmio da Grã-Bretanha em 13 de maio de 1950 em Silverstone, o barão Emmanuel de Graffenried tornou-se o primeiro dos vinte e quatro helvéticos a disputar o mundial de Fórmula 1 numa carreira de 22 provas disputadas cujos primeiros pontos vieram no Grande Prêmio da Suíça de 1951 disputado em Bremgarten logo na abertura do campeonato.
O primeiro suíço a vencer na Fórmula 1 foi Jo Siffert no Grande Prêmio da Grã-Bretanha de 1968 a bordo de uma Lotus, embora o mais bem sucedido dentre seus compatriotas tenha sido Clay Regazzoni, cuja trajetória ficou vinculada à Ferrari onde conquistou sua primeira vitória no Grande Prêmio da Itália de 1970 poucas horas após a morte de Jochen Rindt durante os treinos. Vice-campeão mundial em 1974 pela escuderia italiana, Clay Regazzoni foi o 43º piloto a inscrever seu nome na relação de vencedores da Fórmula 1 e ao obter seu derradeiro triunfo no Grande Prêmio da Grã-Bretanha de 1979 a bordo de uma Williams em Silverstone, conquistou também a primeira vitória da equipe inglesa.

### Corridas em casa
A Suíça foi palco de cinco provas de Fórmula 1 em seu território realizados em Bremgarten, na porção alemã do país, e nesse período o melhor resultado de um piloto local foi o segundo lugar de Rudi Fischer em 1952 a bordo de uma Ferrari.
Devido à Tragédia de Le Mans em 1955 o governo suíço proibiu a realização de corridas em seu território, medida ainda vigente. Em 29 de agosto de 1982 a Fórmula 1 realizou a sexta edição do Grande Prêmio da Suíça em Dijon-Prenois, França, onde Keke Rosberg conquistou a primeira vitória finlandesa na categoria. Uma nova edição foi marcada para 10 de julho de 1983, entretanto, foi cancelada.

## Vitórias por ano
Em contagem atualizada até 2024, a Suíça está há quarenta e cinco anos sem vencer na Fórmula 1 perfazendo 803 corridas.
- Ano de 1968

| Grande Prêmio | Circuito     | Data da corrida | Vencedor   | Carro | Motor | Referências |
| ------------- | ------------ | --------------- | ---------- | ----- | ----- | ----------- |
| Grã-Bretanha  | Brands Hatch | 20 de julho     | Jo Siffert | Lotus | Ford  | [ 12 ]      |

- Ano de 1970

| Grande Prêmio | Circuito | Data da corrida | Vencedor       | Carro   | Motor   | Referências  |
| ------------- | -------- | --------------- | -------------- | ------- | ------- | ------------ |
| Itália        | Monza    | 6 de setembro   | Clay Regazzoni | Ferrari | Ferrari | [ 4 ] [ 13 ] |

- Ano de 1971

| Grande Prêmio | Circuito       | Data da corrida | Vencedor   | Carro | Motor | Referências |
| ------------- | -------------- | --------------- | ---------- | ----- | ----- | ----------- |
| Áustria       | Österreichring | 15 de agosto    | Jo Siffert | BRM   | BRM   | [ 14 ]      |

- Ano de 1974

| Grande Prêmio | Circuito    | Data da corrida | Vencedor       | Carro   | Motor   | Referências |
| ------------- | ----------- | --------------- | -------------- | ------- | ------- | ----------- |
| Alemanha      | Nürburgring | 4 de agosto     | Clay Regazzoni | Ferrari | Ferrari | [ 15 ]      |

- Ano de 1975

| Grande Prêmio | Circuito | Data da corrida | Vencedor       | Carro   | Motor   | Referências |
| ------------- | -------- | --------------- | -------------- | ------- | ------- | ----------- |
| Itália        | Monza    | 7 de setembro   | Clay Regazzoni | Ferrari | Ferrari | [ 16 ]      |

- Ano de 1976

| Grande Prêmio | Circuito   | Data da corrida | Vencedor       | Carro   | Motor   | Referências |
| ------------- | ---------- | --------------- | -------------- | ------- | ------- | ----------- |
| EUA (Oeste)   | Long Beach | 28 de março     | Clay Regazzoni | Ferrari | Ferrari | [ 17 ]      |

- Ano de 1979

| Grande Prêmio | Circuito    | Data da corrida | Vencedor       | Carro    | Motor | Referências |
| ------------- | ----------- | --------------- | -------------- | -------- | ----- | ----------- |
| Grã-Bretanha  | Silverstone | 14 de julho     | Clay Regazzoni | Williams | Ford  | [ 7 ]       |

## Vitórias por equipe
- Ferrari: 4
- Williams: 1
- Lotus: 1
- BRM: 1